# Ivana I. od Pradesa
Ivana I. (katalonski Joana I, španjolski Juana I) (umrla 1441.) bila je španjolska plemkinja i grofica vladarica Pradesa. Znana je i kao Ivana Aragonska jer je bila član kraljevske obitelji Aragonije. Bila je i barunica Entençe.

## Obitelj
Ivana je bila kći Don Petra Aragonskog, sina grofa Pradesa Ivana I.
Majka joj je bila plemkinja Ivana de Cabrera.
Naslijedila je svog djeda Ivana 1414. godine te se iste godine udala za grofa Ivana Ramóna Folcha II. Ovo je popis njihove djece:
- Timbor (redovnica pokopana u katedrali zvanoj Catedral de Santa Tecla de Tarragona)
- Violeta, supruga Felipea Alberta te majka Cataline Albert od Pallarsa
- Margarita
- Ivana, supruga grofa Arnaua Rogerija IV.
- Ivan Ramón Folch III.